# أربعة أعياد ميلاد
أربعة أعياد ميلاد (بالإنجليزية: Four Christmases)‏ فيلم كوميدي رومنسي من إخراج سيت غوردن وبطولة فينس فون، ريس ويذرسبون، روبرت دوفال وسيسي سبيسك.

## طاقم التمثيل
- فينس فون
- ريس ويذرسبون
- روبرت دوفال
- سيسي سبيسك
- جون فويت
- ماري ستينبرجن
- كريستين تشينوويث
- جون فافرو
- زاكاري جوردون

## وصلات خارجية
- الموقع الرسمي
- أربعة أعياد ميلاد على موقع IMDb (الإنجليزية)
- أربعة أعياد ميلاد على موقع ميتاكريتيك (الإنجليزية)
- أربعة أعياد ميلاد على موقع روتن توميتوز (الإنجليزية)
- أربعة أعياد ميلاد على موقع نتفليكس (الإنجليزية)
- أربعة أعياد ميلاد على موقع قاعدة بيانات الأفلام العربية
- أربعة أعياد ميلاد على موقع ألو سيني (الفرنسية)
- أربعة أعياد ميلاد على موقع Turner Classic Movies (الإنجليزية)
- أربعة أعياد ميلاد على موقع أول موفي (الإنجليزية)
- أربعة أعياد ميلاد على موقع بوكس أوفيس موجو (الإنجليزية)
- أربعة أعياد ميلاد على موقع فيلمافينيتي (الإسبانية)